# Vargeão
Vargeão est une ville brésilienne de l'ouest de l'État de Santa Catarina.

## Géographie
Vargeão se situe par une latitude de 26° 51′ 49″ sud et par une longitude de 52° 09′ 18″ ouest, à une altitude de 890 mètres.
Sa population était de 3 535 habitants au recensement de 2010. La municipalité s'étend sur 166 km2.
Elle fait partie de la microrégion de Xanxerê, dans la mésorégion Ouest de Santa Catarina.

## Administration
La municipalité est constituée d'un seul district, siège du pouvoir municipal.

## Villes voisines
Vargeão est voisine des municipalités (municípios) suivantes :
- Faxinal dos Guedes
- Abelardo Luz
- Passos Maia
- Ponte Serrada
- Ipumirim